# Placa de les Sandwich

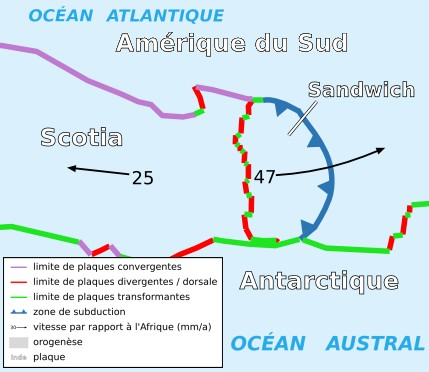
Mapa de la Placa de les Sandwich i les plaques veïnes (en francès)

La placa de les Sandwich és una microplaca tectònica de la litosfera de la Terra. La seva superfície és de 0,00454 estereoradiants. Normalment està associada amb la placa de Scotia.
Es troba a l'oceà Atlàntic sud, i n'ocupa una petita part i les illes Sandwich del Sud.
La placa de les Sandwich està en contacte amb les plaques sud-americana, Scotia i antàrtica. En els seus límits amb altres plaques destaca la Fossa de les Sandwich a les costes est i nord de les illes Sandwich del Sud.
El desplaçament de la placa de les Sandwich es produeix a una velocitat d' 1,84° per milió d'anys en un pol d'Euler situat a 19° 02' de latitud sud i 39°64' de longitud est (referència: placa del Pacífic).